# Calliandra houstoniana var. anomala
Calliandra houstoniana var. anomala  es una variedad de la especie Calliandra houstoniana perteneciente a la familia de las fabáceas. Originaria de México y Centroamérica.

## Descripción
Es un arbusto que alcanza un tamaño de 1 a 4 m de altura. Las hojas están divididas y tienen apariencia de plumas. Las flores agrupadas, presentan estambres muy largos de color rojo que parecen mechones. Los frutos son vainas que se abren a todo lo largo.

## Distribución y hábitat
Originaria de México, habita en climas cálidos, semicálidos y templados entre los 740 y los 2200 metros. Planta silvestre, se encuentra asociada a bosques tropicales caducifolios, subcaducifolio, subperennifolio; matorral xerófilo; bosques de encino y de pino.

## Medicina popular
Este arbusto es empleado en diversos trastornos, principalmente en el tratamiento de la diabetes. Con este fin, se bebe como agua de tiempo una infusión hecha con las hojas tiernas, remedio que nunca debe dejarse de tomar; así lo refieren en Puebla.
Del mismo modo, se recomienda beber la cocción de la raíz preparada junto con cáscara de espino blanco, para aliviar la diarrea y contra la parasitosis de Ascaris lumbricoides (V. lombrices). Mezclada con corteza de capulín (Prunus serotina ssp. capuli) se prescribe en casos de asma.
Se aconseja aprovechar el extracto de las inflorescencias con alcohol, vinagre y sal en caso de gangrena, o tomar como agua de tiempo el cocimiento de los cabellitos de ángel. Combinado con canela (Cinnamomum zeylanicum), cabello de elote (Zea mays) y de yerba de coral, se emplea "cuando se tapa el miembro del hombre y no puede orinar u orina sangre"; o bien, se bebe el cocimiento de la flor o la cocción de los estambres junto con cabellos de elote y canela (hervidos de 5 a 6 minutos) antes de cada comida, hasta que ya no se sientan molestias.
Historia
En el siglo XVI, Martín de la Cruz cita los usos siguientes: como aperitivo, y hemoptisis contra condilomas, expectorante. El Códice Florentino relata: "el zumo de la raíz tomado es de utilidad para curar la vejiga y poniéndose unas gotas en las narices alivia el dolor de la cabeza". En el mismo siglo, Francisco Hernández señala su uso como antidiarreico, antidisentérico, antiparasitario, antipirético, antitusígeno, aperitivo, produce esterilidad, para gastroenteritis y enfermedades de los ojos.
Más información aparece hasta el siglo XX, cuando Maximino Martínez vuelve a mencionar esta planta y refiere su uso como antidisentérico, antitusígeno, aperitivo, arxemata, catártico, emético, contra enfermedades de los ojos y pectoral.

## Taxonomía
Calliandra houstoniana var. anomala fue descrita por (Kunth) Barneby  y publicado en Memoirs of the New York Botanical Garden 74(3): 179. 1998.
Etimología
Calliandra: nombre genérico derivado del griego kalli = "hermoso" y andros = "masculino", refiriéndose a sus estambres bellamente coloreados.
houstoniana: epíteto geográfico
Sinonimia
- Acacia callistemon Schltdl.
- Acacia grandiflora (L'Her.) Willd.
- Anneslia albanensis Britton & Rose
- Anneslia albescens Britton & Rose
- Anneslia bella Britton & Rose
- Anneslia callistemon (Schltdl.) Britton & Rose
- Anneslia chihuahuana Britton & Rose
- Anneslia conzattiana Britton & Rose
- Anneslia grandiflora (L'Her.) Britton & Rose
- Anneslia pueblana Britton & Rose
- Anneslia rusbyi Britton & Rose
- Anneslia strigillosa Britton & Rose
- Calliandra anomala (Kunth) J.F.Macbr.
- Calliandra anomala var. callistemon (Schltdl.) J.F.Macbr.
- Calliandra callistemon (Schltdl.) Benth.
- Calliandra conzattiana (Britton & Rose) Standl.
- Calliandra grandiflora (L'Her.) Benth.
- Calliandra grandiflora f. pubesens Micheli
- Calliandra kunthii Benth.
- Calliandra leucothrix Standl.
- Calliandra longipedicellata Macqueen & H.M.Hern.
- Feuilleea grandiflora (L'Hér.) Kuntze
- Inga anomala Kunth	basónimo
- Inga anomala var. pedicellata DC.
- Mimosa grandiflora L'Her.[3]

## Nombres comunes
- Cabello de angel, cabellitos de ángel, cabellos de ángel, lele, pambonato, tabardillo, timbre, timbrillo.